# Liste der Stolpersteine in Coswig (Anhalt)
Die Liste der Stolpersteine in Coswig (Anhalt) enthält alle Stolpersteine, die im Rahmen des gleichnamigen Kunst-Projekts von Gunter Demnig in Coswig (Anhalt) verlegt wurden. Mit ihnen soll Opfern des Nationalsozialismus gedacht werden, die in Coswig lebten und wirkten. Die ersten drei Steine wurde 2009 in den Ortschaften Buko und Zieko verlegt, weitere fünf folgten 2013 in der Kernstadt Coswig. Die fünf Stolpersteine als Erinnerung an die Familie Rheinhold wurden Mitte November 2018 gestohlen. Im März 2019 wurden sie an gleicher Stelle neu verlegt.

## Verlegungen
- 4. März 2009: drei Steine an drei Adressen
- 3. Dezember 2013: fünf Steine an einer Adresse

## Liste der Stolpersteine

### Stadt Coswig
| Adresse           | Datum der Verlegung | Person | Inschrift | Bild | Bild des Hauses |
| ----------------- | ------------------- | --- | --- | ---- | --------------- |
| Berliner Straße 4 | 3. Dez. 2013        | Heinz Emil Max Rheinhold (1894–1942) Heinz Rheinhold wurde in Celle geboren. Er war mit Eva Rheinhold geb. Rüdenberg verheiratet und hatte mit ihr drei Kinder. Wegen Rassenschande wurde er 1938 verhaftet und zu einer Haftstrafe im Gefängnis Coswig verurteilt. 1942 wurde er ins besetzte Polen deportiert. Sein weiteres Schicksal ist unbekannt. | Hier wohnte HEINZ RHEINHOLD Jg. 1894 verhaftet 1938 ‘Rassenschande’ Zuchthaus Coswig deportiert 1942 ermordet im besetzten Polen |      |                 |
| Berliner Straße 4 | 3. Dez. 2013        | Eva Rheinhold geb. Rüdenberg (1900–1978) Eva Rheinhold 1938 ins Vereinigte Königreich emigrieren. | Hier wohnte EVA RHEINHOLD geb. Rüdenberg Jg. 1900 Flucht 1938 England überlebt                                                   |      |                 |
| Berliner Straße 4 | 3. Dez. 2013        | Marianne Rheinhold (1926–2022) Marianne Rheinhold war die Tochter von Heinz und Eva Rheinhold. 1939 konnte er ins Vereinigte Königreich emigrieren. | Hier wohnte MARIANNE RHEINHOLD Jg. 1926 Flucht 1938 England überlebt                                                             |      |                 |
| Berliner Straße 4 | 3. Dez. 2013        | Peter Rheinhold (1924–2021) Peter Rheinhold war der Sohn von Heinz und Eva Rheinhold. 1938 konnte er ins Vereinigte Königreich emigrieren. | Hier wohnte PETER RHEINHOLD Jg. 1924 Flucht 1938 England überlebt                                                                |      |                 |
| Berliner Straße 4 | 3. Dez. 2013        | Werner Rheinhold (1935– ) Werner Rheinhold war der Sohn von Heinz und Eva Rheinhold. 1939 konnte er ins Vereinigte Königreich emigrieren. | Hier wohnte WERNER RHEINHOLD Jg. 1927 Flucht 1938 England überlebt                                                               |      |                 |

### Ortschaft Buko
| Adresse       | Datum der Verlegung | Person | Inschrift                                                                               | Bild | Bild des Hauses |
| ------------- | ------------------- | --- | --------------------------------------------------------------------------------------- | ---- | --------------- |
| An der Kirche | 4. März 2009        | Friedrich Heinrich Georg Menke (1907–1939) Friedrich Menke stammte aus Oldenburg. In Halle (Saale) und Göttingen studierte er evangelische Theologie. 1935 legte er das erste theologische Examen ab, arbeitete als Hilfsprediger in Gernrode und heiratete. 1938 trat er eine Stelle als Pfarrverwalter in Buko an. Da er sich als Mitglied der Bekennenden Kirche und überzeugter Gegner des Nationalsozialismus weigerte, den Deutschen Christen beizutreten, wurde er 1938 zeitweise verhaftet und musste am 1. Oktober 1939 Buko wieder verlassen und eine Stelle als Pfarramtsverweser in Roßbach antreten, wo er lediglich als Hilfsprediger angestellt war und in einem heruntergekommenen Pfarrhaus wohnte. An dem Druck durch die Machthaber zerbrach er psychisch und nahm sich am 4. Dezember 1939 selbst das Leben. | Hier lehrte FRIEDRICH MENKE Jg. 1907 gedemütigt/ entrechtet Flucht in den Tod 4.12.1939 |      |                 |

### Ortschaft Zieko
| Adresse | Datum der Verlegung | Person | Inschrift                                                                                 | Bild | Bild des Hauses |
| ------- | ------------------- | --- | ----------------------------------------------------------------------------------------- | ---- | --------------- |
| ?       | 4. März 2009        | Charlotte Lehmann (1921–1945) Charlotte Lehmann stammte aus Apollensdorf und besuchte als Pflegekind ihres Onkels und ihrer Tante die Volksschule in Zieko. Gemeinsam mit ihrem Nachbarn Fritz Puhlmann versuchte sie am 29. April 1945 eine kampflose Übergabe von Zieko an die US-Armee zu erreichen, indem sie den Truppen mit einer weißen Fahne entgegenliefen. Dabei wurden sie aus dem Hinterhalt von SS-Angehörigen erschossen. Sie erlagen beide in der Nacht zum 30. April ihren Verletzungen. | Hier wohnte CHARLOTTE LEHMANN Jg. 1921 von SS erschossen 29.4.1945 tot 30.4.1945          |      |                 |
| ?       | 4. März 2009        | Fritz Puhlmann (1931–1945) Fritz Puhlmann stammte aus Zieko. Gemeinsam mit seiner Nachbarin Charlotte Lehmann versuchte er am 29. April 1945 eine kampflose Übergabe von Zieko an die US-Armee zu erreichen, indem sie den Truppen mit einer weißen Fahne entgegenliefen. Dabei wurden sie aus dem Hinterhalt von SS-Angehörigen erschossen. Sie erlagen beide in der Nacht zum 30. April ihren Verletzungen.                                                                                            | Hier wohnte FRIEDRICH ‘FRITZ’ PUHLMANN Jg. 1931 von SS erschossen 29.4.1945 tot 30.4.1945 |      |                 |